# 双溪乡 (大竹县)
双溪乡，是中华人民共和国四川省达州市大竹县曾经下辖的一个乡。2019年12月，撤销双溪乡，将其所属行政区域划归观音镇管辖。

## 行政区划
双溪乡撤销前下辖以下地区：
街道社区、文昌村、双溪村、响水洞村、普照村、金星村、三青村、朝阳村和炬光村。